# Osvaldo Golijov
Osvaldo Golijov (La Plata, 5 dicembre 1960) è un compositore e musicista argentino.

## Biografia
Golijov è nato in Argentina da madre ebrea rumena e padre ucraino. . Emigrò in Israele, dove ha vissuto per tre anni. Attualmente vive negli Stati Uniti, nei pressi di Boston. 
Il suo lavoro è influenzato dalla musica klezmer. Ha registrato più volte con il Kronos Quartet e il clarinettista David Krakauer.
Dopo aver composto la colonna sonora del film The Man Who Cried - L'uomo che pianse nel 2000, ha collaborato con Francis Ford Coppola per i film Un'altra giovinezza e Segreti di famiglia rispettivamente nel 2007 e nel 2009.

## Vita privata
Ha sposato l'israeliana Neri Oxman, che dopo aver divorziato da lui si è risposata con l'americano Bill Ackman nel 2019.

## Discografia
- Segreti di famiglia (colonna sonora) (Deutsche Grammophon, 2009)
- Un'altra giovinezza (colonna sonora) (Deutsche Grammophon, 2007)
- Oceana (Deutsche Grammophon, 2007)
- Ainadamar (Deutsche Grammophon, Dawn Upshaw, Robert Spano, Atlanta Symphony Orchestra)
- Ayre (Deutsche Grammophon CD 00289 477 5414), 2005
- La Pasión según San Marcos The Passion according to St. Mark (Hänssler Classic 98404, 2001)
- La Pasión según San Marcos The Passion according to St. Mark (due versioni: performance dal vivo in DVD, Holland Festival, Amsterdam, 22 June 2008 e in studio CD, Caracas, entrambe sono edite da Deutsche Grammophon B0014008-00)
- Yiddishbbuk (EMI Classics 57356-2)
- The Dreams and Prayers of Isaac the Blind con Kronos Quartet (Nonesuch 79444)
- Nuevo arrangiamenti per il Kronos Quartet (Nonesuch 79649)
- The Man Who Cried (soundtrack) (Sony Classical SK 61870)[3]
- Caravan arrangiamenti per il Kronos Quartet (Nonesuch 79490)
- Voices of Light composizione di Golijov Lúa Descolorida cantata dal soprano Dawn Upshaw (Nonesuch 79812)
- Night Prayers composizione di Golijov K'vakarat sulla registrazione del Kronos Quartet (Nonesuch 79346)
- World to Come composizione di Golijov Mariel suonata dalla violoncellista Maya Beiser (Koch Int'l Classics B0000CABC4)
- Goulash composizione Oración Lucumí sulla registrazione del violoncellista Matt Haimovitz (Oxingale)
- Anthem composizione di Golijov Omaramorsulla registrazione del violoncellista Matt Haimovitz (Oxingale 1238)
- Klezmer Concertos and Encores composizione Rocketekya sulla registrazione di musica klezmer (Naxos B0000C508L)
- Borromeo String Quartet Living Archive 29 febbraio, 2004 (CD/DVD/VHS) composizione di Golijov Yiddishbbuk e Tenebrae
- Voices of Our Time – Dawn Upshaw (DVD) composizione di Golijov Lúa Descolorida (TDK VTDU)